# Penelope Ann Miller
 Penelope Ann Miller   (n. 13 ianuarie 1964, Los Angeles, California, SUA) este o actriță americană. 

## Filmografie

### Film
| An   | Titlu                          | Rol                                       | Note                     |
| ---- | ------------------------------ | ----------------------------------------- | ------------------------ |
| 1987 | Hotshot                        | Mary                                      | Debut actoricesc în film |
| 1987 | Adventures in Babysitting      | Brenda                                    |                          |
| 1988 | Biloxi Blues                   | Daisy                                     |                          |
| 1988 | Big Top Pee-wee                | Winnie Johnson                            |                          |
| 1988 | Miles from Home                | Sally                                     |                          |
| 1989 | Dead Bang                      | Linda Kimble                              |                          |
| 1990 | Downtown                       | Lori Mitchell                             |                          |
| 1990 | The Freshman                   | Tina Sabatini                             |                          |
| 1990 | Awakenings                     | Paula                                     |                          |
| 1990 | Kindergarten Cop               | Joyce Palmieri / Rachel Crisp             |                          |
| 1991 | Other People's Money           | Kate Sullivan                             |                          |
| 1992 | Year of the Comet              | Margaret Harwood                          |                          |
| 1992 | The Gun in Betty Lou's Handbag | Mrs. Elizabeth Louise "Betty Lou" Perkins |                          |
| 1992 | Chaplin                        | Edna Purviance                            |                          |
| 1993 | Carlito's Way                  | Gail                                      |                          |
| 1994 | The Shadow                     | Margo Lane                                |                          |
| 1997 | The Relic                      | Dr. Margo Green                           |                          |
| 1997 | Little City                    | Rebecca                                   |                          |
| 1998 | Break Up                       | Grace                                     |                          |
| 1998 | Outside Ozona                  | Earlene Demers                            |                          |
| 1999 | Chapter Zero                   | Cassandra                                 |                          |
| 2000 | Lisa Picard Is Famous          | Penelope Ann Miller                       |                          |
| 2000 | Forever Lulu                   | Claire Clifton                            |                          |
| 2001 | Along Came a Spider            | Elizabeth Rose                            |                          |
| 2001 | Full Disclosure                | Michelle                                  | Video                    |
| 2006 | Funny Money                    | Carol Perkins                             |                          |
| 2007 | The Messengers                 | Denise Solomon                            |                          |
| 2007 | The Deal                       | Laura Martin                              |                          |
| 2007 | Blonde Ambition                | Debra                                     |                          |
| 2008 | Free Style                     | Jeannette Bryant                          |                          |
| 2009 | Saving Grace B. Jones          | Bea Bretthorst                            |                          |
| 2010 | Flipped                        | Trina Baker                               |                          |
| 2011 | The Artist                     | Doris Valentin                            |                          |
| 2011 | About Sunny                    | Louise                                    |                          |
| 2013 | Saving Lincoln                 | Mary Todd Lincoln                         |                          |
| 2013 | Robosapien: Rebooted           | Joanna Keller                             |                          |
| 2016 | The Birth of a Nation          | Elizabeth Turner                          |                          |
| 2016 | The Bronx Bull                 | Debbie Forrester                          |                          |
| 2019 | Mrs. Burveltuck & the Children | Mrs. Burveltuck                           |                          |
| 2020 | Deep Crack                     | Virginia Indio                            |                          |

### Filme TV
| An   | Titlu                                            | Rol                 | Note |
| ---- | ------------------------------------------------ | ------------------- | ---- |
| 1988 | Tales from Hollywood Hills: Closed Set           | Tina                |      |
| 1994 | Witch Hunt                                       | Kim Hudson          |      |
| 1997 | The Hired Heart                                  | Garnet Hadley       |      |
| 1997 | Merry Christmas, George Bailey                   | Mary Hatch Bailey   |      |
| 1998 | Rhapsody in Bloom                                | Lilah Bloom         |      |
| 1998 | Ruby Bridges                                     | Barbara Henry       |      |
| 1999 | Rocky Marciano                                   | Barbara Cousins     |      |
| 2000 | All-American Girl: The Mary Kay Letourneau Story | Mary Kay Letourneau |      |
| 2000 | Killing Moon                                     | Laura Chadwick      |      |
| 2001 | Dodson's Journey                                 | Meredith Dodson     |      |
| 2001 | A Woman's a Helluva Thing                        | Zane Douglas        |      |
| 2002 | Dead in a Heartbeat                              | Dr. Gillian Hayes   |      |
| 2002 | Scared Silent                                    | Kathy Clifson       |      |
| 2003 | Rudy: The Rudy Giuliani Story                    | Donna Hanover       |      |
| 2003 | National Lampoon's Thanksgiving Family Reunion   | Pauline Snider      |      |
| 2004 | Carry Me Home                                    | Harriet             |      |
| 2005 | Personal Effects                                 | Bonnie Locke        |      |
| 2008 | The Deadliest Lesson                             | Gloria              |      |
| 2017 | NY Prison Break: The Seduction of Joyce Mitchell | Joyce Mitchell      |      |

### Seriale TV
| An      | Titlu                     | Rol                                   | Note                                     |
| ------- | ------------------------- | ------------------------------------- | ---------------------------------------- |
| 1985    | Tales from the Darkside   | Keena                                 | Episodul: "Ring Around the Redhead"      |
| 1987    | The Facts of Life         | Kristen Morgan                        | Episodul: "The Greek Connection"         |
| 1987    | Family Ties               | Joyce                                 | Episodul: "Higher Love"                  |
| 1987    | The Popcorn Kid           | Gwen Stottlemeyer                     | 6 episoade                               |
| 1987    | Miami Vice                | Jill Ryder                            | Episodul: "Death and the Lady"           |
| 1987    | St. Elsewhere             | Laurel                                | Episodul: "Ewe Can't Go Home Again"      |
| 1989    | Great Performances        | Emily Webb                            | Episodul: "Our Town"                     |
| 1991    | Morton & Hayes            | Jody                                  | Episodul: "The Bride of Mummula"         |
| 1997    | The Last Don              | Nalene De Lena                        | Episodul: "#1.1"                         |
| 1998    | The Closer                | Erica Hewitt                          | 10 episoade                              |
| 2002    | A Nero Wolfe Mystery      | Lucy Valdon                           | 2 episoade                               |
| 2003–04 | A Minute with Stan Hooper | Molly Hooper                          | 13 episoade                              |
| 2005    | CSI: NY                   | Rose Whitley                          | Episodul: "What You See Is What You Get" |
| 2005    | Desperate Housewives      | Fran Ferrara                          | Episodul: "Coming Home"                  |
| 2006    | Vanished                  | Jessica Nevins                        | 9 episoade                               |
| 2009–11 | Men of a Certain Age      | Sonia Tranelli                        | 9 episoade                               |
| 2013–14 | Mistresses                | Elizabeth Grey                        | 10 episoade                              |
| 2015    | American Crime            | Eve Carlin                            | 10 episoade                              |
| 2018    | Riverdale                 | Ms. Wright (Mary Andrews' girlfriend) | 1 episod                                 |
| 2018    | Criminal Minds            | Dr. Elizabeth Rhodes                  | 1 episod                                 |